# Jacek Frąckiewicz
Jacek Frąckiewicz (ur. 19 września 1969 w Kwidzynie, zm. 31 grudnia 1998) – polski piłkarz występujący na pozycji napastnika.

## Kariera klubowa
Frąckiewicz zaczynał swoją karierę w 1987 roku w Lechii Gdańsk. Rok później opuścił Polskę i przeniósł się do Niemiec. Tam podpisał kontrakt z Eintrachtem Brunszwik, gdzie grał przez trzy lata. W 1992 roku został zawodnikiem VfL Wolfsburg. Trzy lata później przeszedł do 1. FC Union Berlin, a po kolejnym roku do Tennis Borussia Berlin. W 1997 roku w barwach tego klubu zakończył karierę.
Pochowany na Cmentarzu Komunalnym Parleta we wsi Zajezierze.